# مارک لوی
مارک لوی (به فرانسوی: Marc Levy) نویسنده قرن بیستم میلادی اهل فرانسه است. او از سال 2000 میلادی به نگارش رمان روی آورده است و کتاب‌های او از همان ابتدا در صدر پرفروش ترین‌ها در فرانسه جای گرفته‌اند. رمان‌های او به بیش از 42 زبان ترجمه شده‌اند و از برخی از آن‌ها فیلم نیز تهیه شده‌است.
از ویژگی‌های بارز لوی این است که خیال، امر شگفت انگیز و واقعیت را به گونه‌ای بی بدیل با یکدیگر پیوند می زند و سرانجام، در پایان داستان، حتی شگفت انگیزترین رویدادها نیز توجیهی بر اساس دنیای واقعی پیدا می‌کنند. در این راستا می‌توان به رمان‌هایی چون و اگر می شد از نو بنا کرد چه و سفر عجیب آقای دالدری اشاره کرد.